# Platyhystrix
Platyhystrix ("puerco espín aplanado", en griego) es un género extinto representado por una única especie de temnospóndilo que vivió desde finales del período Carbonífero hasta comienzos del período Pérmico. Recuerda a los sinápsidos Dimetrodon y Edaphosaurus ya que tenía una cresta dorsal similar a estos, compuesta por largas espinas (que son extensiones de las vértebras) recubiertas de piel. Vivió en América del Norte en el centro de Estados Unidos.

## Características
Platyhystrix tenía una apariencia muy inusual: las vértebras dorsales estaban extraordinariamente alargadas, y en vida probablemente formaban una estructura en forma de vela, recubierta de piel. Esta estructura probablemente se destinaba a la regulación de la temperatura corporal, como en otros animales de apariencia similar, tales como los pelicosaurios Dimetrodon y Edaphosaurus. La espalda de Platyhystrix también estaba cubierta con gruesas placas óseas, parecidas a las de su pariente cercano, Cacops.

## Paleobiología

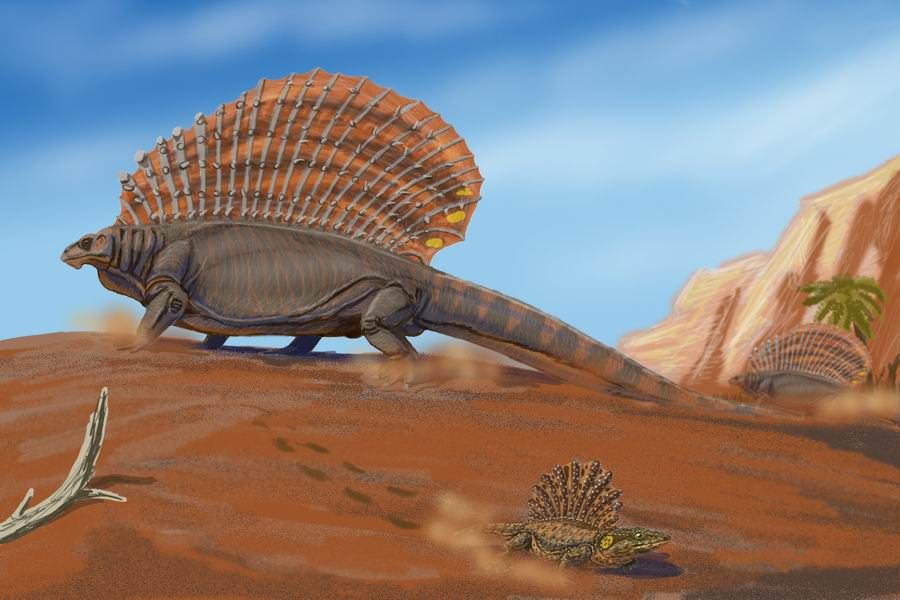
Un Platyhystrix al frente y un Edaphosaurus al fondo.

Platyhystrix puede haber sido depredado por los temnóspondilos mayores tales como Eryops, o por grandes reptiles cazadores, ha tenido una convergencia evolutiva con los edafosáuridos, los cuales se estaban volviendo más comunes y diversos en el árido clima del Pérmico. El cráneo tenía una constitución robusta, con un rostro que recordaría al de una rana. Platyhystrix tenía un cuerpo compacto, que alcanzaba un metro de longitud incluyendo la cola, y sus patas cortas y robustas indicaban un estilo de vida principalmente terrestre.